# Wilhelm Wehrenpfennig

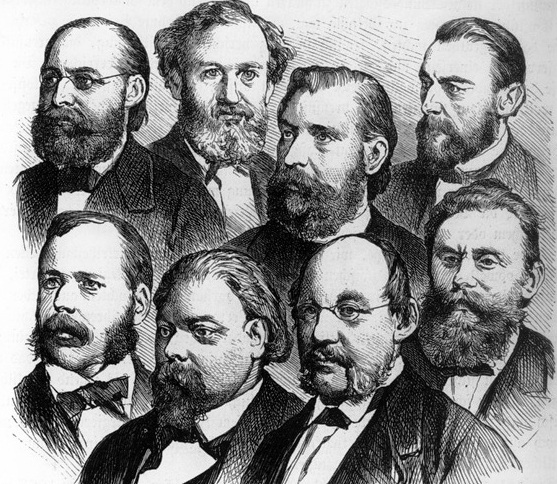
Kopstukken van de NLP, achterste rij van links naar rechts: Wilhelm Wehrenpfennig, Eduard Lasker, Heinrich von Treitschke, Johannes Miquel, voorste rij van links naar rechts: Franz von Roggenbach, Karl Braun, Rudolf Gneist, Ludwig Bamberger

Wilhelm Wehrenpfennig (Blankenburg, 25 maart 1829 - Berlijn, 25 juli 1900) was een Pruisisch, later Duits politicus en publicist.

## Biografie
Wilhelm Wehrenpfennig studeerde in Jena en Berlijn theologie. In 1853 promoveerde hij in Halle (Saale) en was vervolgens leraar aan het Gymnasium Joachimsthal in Berlijn. In 1857 werd hij bovenmeester van het Friedrichs Gymnasium. Van 1858 tot 1862 was hij directeur van het literaire bureau van het Pruisische staatsministerie (dat wil zeggen chef van het Informatiebureau).
Wilhelm Wehrenpfennig was lid van de Nationaal-Liberale Partij (NLP, Nationalliberale Partei). Van 1863 tot 1883 gaf hij samen met partijgenoot Heinrich von Treitschke de Pruisische Jaarboeken (Preußischen Jahrbücher) uit. Van 1872 tot 1873 was hij hoofdredacteur van het zogenaamde Spenerschen Zeitung, een krant voor intellectuelen en geleerden. In 1877 werd hij geheimraad (Geheimer Rat) en raadgever op het ministerie van Handel. In 1879 stapte hij van de opperregeringsraad over naar het ministerie van Godsdienst. 
Wilhelm Wehrenpfennig was van 1868 tot 1879 voor de NLP lid van het Pruisische Huis van Afgevaardigden. In 1869 werd hij lid van de Rijksdag van de Noord-Duitse Bond en in 1871, na de Reichsgründung, van de Rijksdag van het Duitse Keizerrijk. Wehrenpfennig was tot 1881 lid van de Rijksdag van het Duitse Keizerrijk.
Hij overleed in 1900 op 71-jarige leeftijd te Berlijn.